# Tarascon-sur-Ariège
Tarascon-sur-Ariège (in occitano Tarascon d'Arièja) è un comune francese di 3 576 abitanti situato nel dipartimento dell'Ariège nella regione dell'Occitania.
Ha dato i natali al giornalista e scrittore Christian Bernadac, ricercatore e storico, autore di numerosi libri sulla deportazione e sulla vita nei campi di concentramento nazisti durante la seconda guerra mondiale.

## Società

### Evoluzione demografica
Abitanti censiti